# Jakobiner (Polen)
Die Jakobiner waren eine politische Partei im Polen-Litauen des 18. Jahrhunderts.

## Geschichte
Die Jakobiner, auch Hugonisten. waren eine linksradikale Partei, die aus dem linken Flügel der Patrioten-Partei entstand, die während des Großen Sejms von 1788 bis 1792 die Interessen des Bürgertums und Kleinadels vertrat. Die Jakobiner waren insbesondere zwischen 1793 und 1796 aktiv und gingen in ihren Reformforderungen über das Programm der Patrioten-Partei hinaus. Sie forderten die Gleichberechtigung des Bürgertums, die Abschaffung der Leibeigenschaft, die Einschränkung der Macht der römisch-katholischen Kirche und schließlich die Einführung einer Republik und Hinrichtung der Verräter. Sie sahen sich auch als Nachfolger der Kuźnica Kołłątajowska und sahen daher in Hugo Kołłątaj ihren Anführer.  
Den Namen Jakobiner erhielten sie von ihren politischen Gegnern, den Mitgliedern der Konföderation von Targowica. Sie selbst nannten sich Vertretung der Bürger, die Hilfe und Gefolgschaft zum Wohle des Vaterlands anbieten. Sie waren an der Vorbereitung des Warschauer Aufstands und des Vilniuser Aufstands im April 1794 beteiligt, die zum Kościuszko-Aufstand führten. In Warschau forcierten sie die Hinrichtung der Verräter im Mai und Juni 1794. Nach diesen Lynchmorden löste Tadeusz Kościuszko ihre Fraktion auf. Sie organisierten sich jedoch unter dem Namen Vertretung zum Erhalt der Revolution und des Akts von Krakau neu. Nach 1798 gingen sie in den Republikanern und der Polnischen Deputation auf. Einige Jakobiner bekleideten Regierungsämter im napoleonischen Herzogtum Warschau. Während des Novemberaufstands gründeten sie sich als Patriotischer Klub neu. 
Zu den führenden Jakobinern zählten Hugo Kołłątaj, Jakub Jasiński, Józef Pawlikowski, Jan Alojzy Orchowski, Józef Zajączek, Tomasz Maruszewski, Józef Neyman, Józef Kalasanty Szaniawski, Jan Czyński und Michał Chomętowski.